# Uleåborgs ekonomiska region
Uleåborgs ekonomiska region (finska: Oulun seutukunta) är en av ekonomiska regionerna i landskapet Norra Österbotten i Finland. Folkmängden i regionen uppgick den 1 januari 2013 till 235 268 invånare, och landarealen utgjordes av 5 467  kvadratkilometer.  I Finlands NUTS-indelning representerar regionen nivån LAU 1 (f.d. NUTS 4), och dess nationella kod är 171.

## Förteckning över kommuner
Uleåborgs ekonomiska region  omfattar följande sju kommuner: 
- Karlö  kommun
- Kempele kommun
- Limingo kommun
- Lumijoki kommun
- Muhos kommun
- Tyrnävä kommun
- Uleåborgs stad

Samtliga kommuners språkliga status är enspråkigt finska. 